# Tallinn
Tallinn (/ˈtɑːlɪn, ˈtælɪn/; tiếng Estonia: [ˈtɑlʲˑinˑ]) là thủ đô và thành phố đông dân nhất của Estonia. Nằm ở phía bắc nước này, thuộc Hạt Harju, bên bờ của Vịnh Phần Lan thuộc Biển Baltic, thành phố là trung tâm công nghiệp, tài chính và văn hóa của Estonia, với dân số là 437.619 trong năm 2020. Tallinn nằm ở 80 kilômét (50 mi) về phía nam của Helsinki, Phần Lan, 320 kilômét (200 mi) về phía tây của Saint Petersburg, Nga, 300 kilômét (190 mi) về phía bắc của Riga, Latvia, và 380 kilômét (240 mi) về phía đông của Stockholm, Thụy Điển. Nó có quan hệ lịch sử lâu đời với bốn thành phố này. Từ thế kỷ 13 đến nửa đầu thế kỷ 20, Tallinn được biết đến với tên gọi cũ Reval.
Tallinn, lần đầu được đề cập năm 1219, được trao quyền thị trấn năm 1248, nhưng những cụm dân cư đầu tiên đã xuất hiện từ hơn 5.000 trước. Ghi chép đầu tiên về chủ quyền của vùng đất là bởi Đan Mạch năm 1219, sau khi trận chiếm Lyndanisse thành công dẫn đầu bởi vua Valdemar II, theo sau bởi một giai đoạn cai quản xen kẽ bởi người Scandinavia và Teuton. Do sở hữu vị trí chiến lược, thành phố trở thành một trung tâm thương mại lớn, đặc biệt từ thế kỷ 14 đến thế kỷ 16, đóng vai trò quan trọng trong Liên minh Hanse. Phố cổ Tallinn là một trong những thành phố trung đại được giữ gìn tốt nhất ở châu Âu và là một Di sản thế giới UNESCO.
Tallinn có tỉ lệ start-up trên số dân cao nhất cao nhất trong các nước châu Âu và là nơi sản sinh ra nhiều công ty công nghệ cao quốc tế, bao gồm Skype và Transferwise. Thành phố là nơi đạt trụ sở cơ quan công nghệ thông tin của Liên minh châu Âu, và Trung tâm Chuyên trách về Hợp tác Phòng thủ Không gian mạng của NATO.
Tallinn được coi là một thành phố toàn cầu và được liệt kê là một trong mười thành phố thông minh của thế giới. Thành phố là một Thủ đô Văn hóa châu Âu năm 2011, cùng với Turku tại Phần Lan.

## Tên gọi

### Tên lịch sử
Năm 1154, một thị trấn tên là قلون (Qlwn hoặc Qalaven,  có thể là nguồn gốc của Kalevan hoặc Kolyvan) đã được nhà vẽ bản đồ người Ả Rập Muhammad al-Idrisi đưa lên bản đồ thế giới Almoravid, người đã mô tả nó là "một thị trấn nhỏ gần một lâu đài lớn" giữa các thị trấn của 'Astlanda'. Có ý kiến cho rằng Quwri có thể là tiền thân của thành phố Tallinn hiện đại. Một tên khác có thể là một trong những cái tên sớm nhất của Tallinn là Kolyvan (tiếng Nga: Колывань) được phát hiện từ biên niên sử Đông Slav và bằng cách nào đó có thể liên quan với anh hùng thần thoại Estonia Kalev. Tuy nhiên, một số nhà sử học hiện đại cho rằng việc kết nối các địa danh mà al-Idrisi đề cập với Tallinn là vô căn cứ và sai lầm.
Indriķis của Latvia trong biên niên sử của ông đã gọi thị trấn bằng cái tên cũng được người Scandinavi biết đến và sử dụng từ thế kỷ 13 là Lindanisa (hoặc Lyndanisse trong tiếng Đan Mạch Lindanäs trong tiếng Thụy Điển và Ledenets trong tiếng Slav Đông cổ). Nó đã được gợi ý rằng người Estonia cổ đại dùng từ linda cũng tương tự như từ lidna trong tiếng Votic có nghĩa là "lâu đài, thị trấn". Theo gợi ý này, nisa sẽ có cùng nghĩa với niemi "bán đảo" cho ra kết quả Kesoniemi là  tên cũ trong tiếng Phần Lan cho thành phố.
Một tên lịch sử cổ đại khác của Tallinn là Rääveli trong tiếng Phần Lan. Câu chuyện của Burnt Njáll của người Iceland đề cập đến Tallinn và gọi nó là Rafala, có lẽ dựa trên hình thức nguyên thủy của vùng đất Revala. Tên này có nguồn gốc từ tiếng Latinh của từ Revelia (Revala hoặc Rävala trong tiếng Estonia) tên cổ phụ cận của khu vực xung quanh. Sau cuộc chinh phục của Đan Mạch vào năm 1219, thị trấn được biết đến trong các ngôn ngữ Đan Mạch, Thụy Điển và Đức với tên gọi Reval (tiếng Latinh: Revalia). Reval được sử dụng chính thức ở Estonia cho đến năm 1918.

### Tên hiện đại
Tên Tallinn (a) có nghĩa là người Estonia. Nó thường được cho là có nguồn gốc từ Taani-linn(a), nghĩa là "thị trấn của người Đan Mạch" (tiếng Latinh: Castrum Danorum) sau khi người Đan Mạch xây dựng lâu đài thay cho thành trì của người Estonia tại Lindanisse. Tuy nhiên, nó cũng có thể đến từ tali-linna (lâu đài hoặc thị trấn mùa đông) hoặc talu-linna (nhà/trang trại-lâu đài hoặc thị trấn). Phần tử -linna giống như từ -burg trong ngữ tộc German và -grad / -gorod trong ngữ tộc Slav, ban đầu có nghĩa là "pháo đài", nhưng được sử dụng như một hậu tố trong việc hình thành tên thị trấn.
Các tên chính thức được sử dụng trước đây trong tiếng Đức là Reval và tiếng Nga Revel (Ревель) đã được thay thế sau khi Estonia giành độc lập vào năm 1918. Lúc đầu, cả hai hình thức Tallinna và Tallinn đều được sử dụng. Ủy ban Địa danh Hoa Kỳ (BGN) thông qua tên gọi Tallinn từ giữa tháng 6 năm 1923 đến tháng 6 năm 1927. Tallinna trong Estonia biểu thị trường hợp tên cụ thể như trong Tallinna Sadam (cảng Tallinn).
Trong tiếng Nga, cách chính tả của tên này đã được chính quyền Liên Xô đổi từ Таллинн thành Таллин (Tallin) vào những năm 1950, và cách viết này vẫn bị chính phủ Nga chính thức phê chuẩn, trong khi chính quyền Estonia đã sử dụng cách viết Таллинн trong các ấn phẩm bằng tiếng Nga kể từ khi Estonia đã khôi phục nền độc lập. Mẫu Таллин cũng được sử dụng trong một số ngôn ngữ khác ở một số quốc gia xuất hiện từ Liên Xô cũ. Do chính tả tiếng Nga, hình thức Tallin đôi khi được tìm thấy trong các ấn phẩm quốc tế; nó cũng là hình thức chính thức trong tiếng Tây Ban Nha. Các biến thể khác của cách viết hiện đại bao gồm Tallinna trong tiếng Phần Lan, Tallina trong tiếng Latvia và Talinas trong tiếng Litva.

## Lịch sử

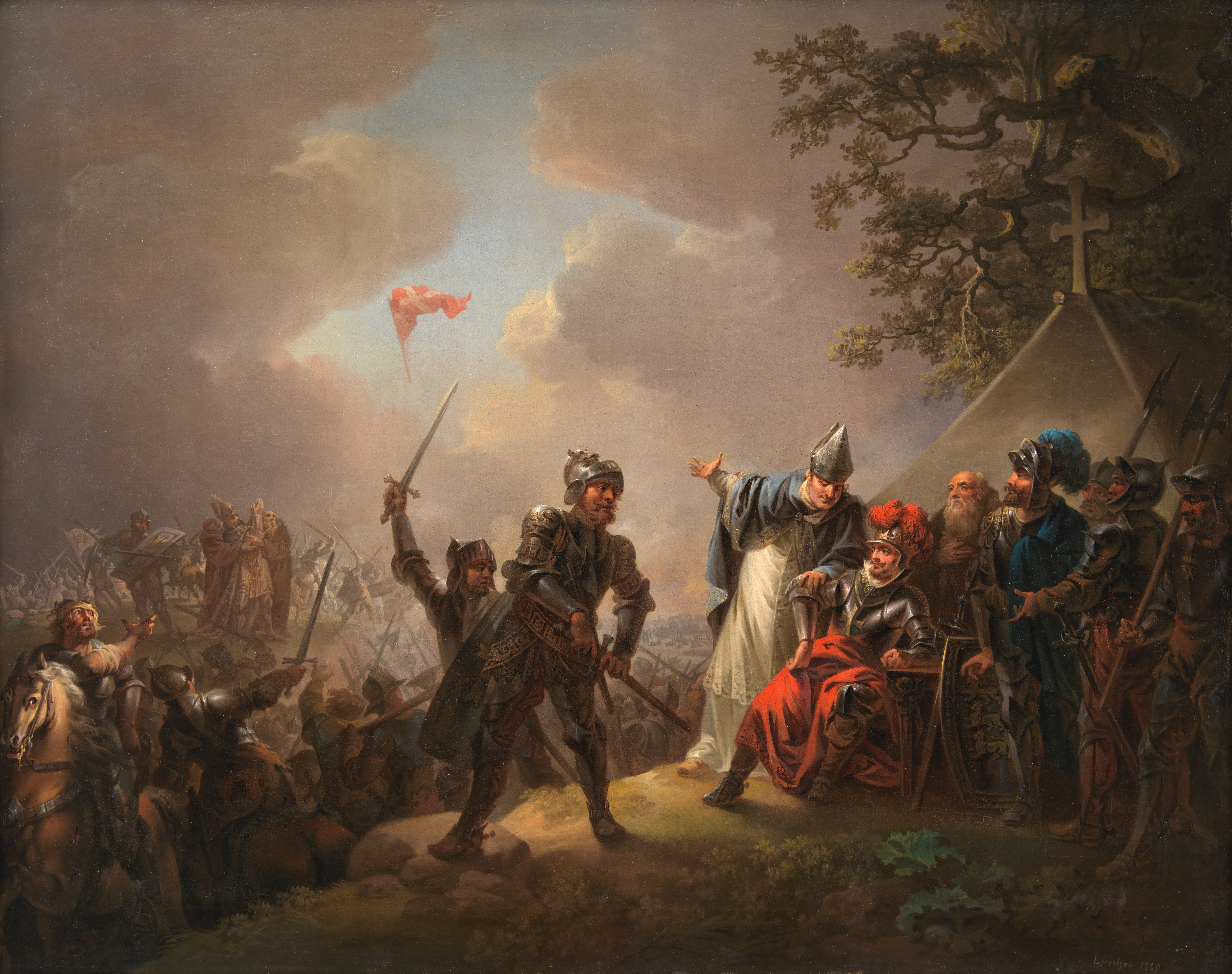
Cờ Đan Mạch hạ xuống trong trận Lyndanisse năm 1219.

Con dấu của Tallinn, 1340

Các nhà khảo cổ học đã tìm thấy các dấu vết của khu định cư đầu tiên của con người được tìm thấy ở trung tâm thành phố Tallinn có niên đại 5000 năm tuổi. Lược bằng đồ gốm gốm được tìm thấy trên địa điểm này có niên đại khoảng 3000 trước Công nguyên và có dây đồ gốm khoảng 2500 trước Công Nguyên.
Năm 1050, các pháo đài đầu tiên được xây dựng trên Tallinn Toompea.
Là một cảng quan trọng cho thương mại giữa Nga và Scandinavia, nó đã trở thành một mục tiêu cho việc mở rộng của các Hiệp sĩ Teutonic và Vương quốc Đan Mạch trong thời gian của cuộc Thập Tự Chinh phía Bắc vào đầu thế kỷ 13 khi Thiên Chúa giáo đã bị áp đặt đối với người dân địa phương. Sự cai trị của Đan Mạch đối với Tallinn và Bắc Estonia bắt đầu vào năm 1219.
Năm 1285, thành phố trở thành thành viên cực bắc của Liên minh Hanse - một liên minh buôn và quân sự của Đức thống trị thành phố ở miền Bắc châu Âu. Người Đan Mạch đã bán Tallinn cùng với các khu vực đất khác của họ ở miền bắc Estonia cho các Hiệp sĩ Teutonic năm 1346. Thời trung cổ Tallinn đã có được một vị trí chiến lược tại ngã tư thương mại giữa phương Tây và Bắc Âu và Nga. Thành phố, với dân số là 8.000, đã tăng cường rất tốt với những bức tường thành phố và 66 tòa tháp quốc phòng.
Một cánh chong chóng thời tiết, hình ảnh của một chiến binh cũ được gọi là Thomas Cổ, được đặt trên đỉnh của ngọn tháp của tòa thị chính của Tallinn năm 1530 đã trở thành biểu tượng cho thành phố.
Với sự bắt đầu của Cải Cách Tin Lành, ảnh hưởng của Đức trở nên mạnh mẽ hơn nữa khi thành phố đã được chuyển đổi sang tay Lutheranism. Năm 1561, Tallinn về mặt chính trị đã trở thành một xứ thuộc Thụy Điển.
Trong cuộc chiến tranh Đại Bắc, Tallinn cùng với Thụy Điển Estonia và Livonia đầu hàng Đế quốc Nga năm 1710, nhưng các tổ chức chính phủ tự địa phương giữ lại quyền tự trị văn hóa và kinh tế của họ trong Đế quốc Nga là Lãnh địa Estonia. Chế độ tự quản đã bị bãi bỏ vào năm 1889. Thế kỷ 19 đã đưa công nghiệp của thành phố và các cổng giữ tầm quan trọng của nó. Trong những thập kỷ cuối cùng của các biện pháp Russification thế kỷ trở nên mạnh mẽ hơn.
Ngày 24 tháng 2 năm 1918, Tuyên ngôn Độc lập đã được công bố ở Tallinn, theo sau là Đức chiếm đóng Hoàng gia và một cuộc chiến tranh độc lập với Nga. Ngày 2 tháng 2 năm 1920, hiệp ước hòa bình Tartup đã được ký kết với Liên Xô, trong đó Nga công nhận độc lập của nước Cộng hoà Estonia. Tallinn trở thành thủ đô của một Estonia độc lập. Sau khi chiến tranh thế giới thứ II bắt đầu, Estonia đã bị chiếm bởi Liên bang Xô viết (Liên Xô) vào năm 1940, và sau đó chiếm đóng của Đức Quốc xã Đức 1941-44. Sau khi rút lui của Đức Quốc xã vào năm 1944, một lần nữa chiếm đóng của Liên Xô. Sau khi sáp nhập vào Liên Xô, Tallinn trở thành thủ đô của SSR tiếng Estonia.
Trong Thế vận hội mùa hè năm 1980, các thuyền (sau đó được gọi là du thuyền) Các sự kiện đã được tổ chức tại Pirita, phía đông bắc của trung tâm Tallinn. Nhiều tòa nhà, chẳng hạn như khách sạn "Olümpia", Bưu chính xây dựng, và Trung tâm Regatta, được xây dựng cho Thế vận hội.
Tháng Tám năm 1991 tiếng Estonia nhà nước dân chủ độc lập đã được tái thành lập và một thời kỳ phát triển nhanh chóng đến một thủ đô châu Âu hiện đại xảy ra sau đó. Tallinn trở thành thủ đô của một quốc gia độc lập trên thực tế một lần nữa vào ngày 20 Tháng Tám 1991.

## Địa lý và khí hậu

### Địa lý
Tallinn nằm trên bờ biển phía nam của vịnh Phần Lan, tây bắc Estonia.
Hồ lớn nhất ở Tallinn là Ülemiste có diện tích 9,44 km2 (3,6 dặm vuông Anh). Đây là nguồn nước sử dụng chính của thành phố. Hồ Harku là hồ lớn thứ hai nằm bên trong ranh giới thành phố Tallinn và có diện tích 1,6 kilômét vuông (0,6 dặm vuông Anh). Tallinn không nằm trên một con sông lớn nào. Con sông quan trọng duy nhất ở Tallinn là sông Pirita ở Pirita, một quận ngoại ô của thành phố. Một dãy đá vôi chạy qua thành phố. Trong quá khứ, sông Härjapea chảy từ hồ Ülemiste qua thị trấn đổ ra biển, nhưng nó đã bị điều hướng để xả nước thải vào những năm 1930 và từ đó hoàn toàn biến mất khỏi cảnh quan thành phố. Các địa danh liên quan đến nó vẫn còn được đặt cho các tên đường như Jõe (từ sông Jõgi) và Kivisilla (từ cây cầu đá Kivisild).
Một vách đá vôi chạy qua thành phố. Nó có thể được nhìn thấy ở Toompea, Lasnamäe và Astangu. Tuy nhiên, Toompea không phải là một phần của vách đá, mà là một ngọn đồi riêng biệt. Điểm cao nhất ở Tallinn có độ cao 64 mét trên mực nước biển ở Hiiu, quận Nõmme, tây nam thành phố.
Đường bờ biển dài 46 kilômét (29 dặm). Nó bao gồm ba bán đảo lớn hơn cả là Kopli, Paljassaare và Kakumäe. Thành phố có một số bãi biển công cộng, bao gồm các bãi biển ở Pirita, Stroomi, Kakumäe, Harku và Pikakari.

### Khí hậu
Tallinn có khí hậu lục địa ẩm theo phân loại khí hậu Köppen với mùa hè ôn hòa, mưa nhiều và mùa đông lạnh, có tuyết. Mùa đông lạnh nhưng ôn hòa theo vĩ độ của nó, do vị trí ven biển. Nhiệt độ trung bình vào tháng 2, tháng lạnh nhất trong năm là −3,6 °C (25,5 °F). Trong những tháng mùa đông, nhiệt độ có xu hướng dao động gần mức đóng băng nhưng những đợt thời tiết ôn hòa có thể đẩy nhiệt độ lên trên 0 °C (32 °F), đôi khi đạt tới 5 °C (41 °F), trong khi khối không khí lạnh tăng cường có thể đẩy nhiệt độ xuống dưới −18 °C (0 °F) trung bình 6 ngày trong năm. Tuyết rơi phổ biến trong những tháng mùa đông. Mùa đông trời nhiều mây và được đặc trưng bởi giờ nắng thấp, chỉ từ 20,7 giờ mỗi tháng vào tháng 12 cho đến 58,8 giờ vào tháng 2.
Mùa xuân bắt đầu mát mẻ, với nhiệt độ đóng băng phổ biến vào tháng 3 và tháng 4 nhưng dần trở nên ấm áp hơn vào tháng 5 khi nhiệt độ ban ngày trung bình là 15,4 °C (59,7 °F), mặc dù nhiệt độ ban đêm vẫn mát mẻ, trung bình từ −3,7 đến 5,2 °C (25,3 đến 41,4 °F) từ tháng 3 đến tháng 5. Tuyết rơi phổ biến vào tháng 3 và có thể là cả tháng 4.
Mùa hè ôn hòa với nhiệt độ ban ngày dao động trong khoảng 19,2 đến 22,2 °C (66,6 đến 72,0 °F) và nhiệt độ ban đêm trung bình từ 9,8 đến 13,1 °C (49,6 đến 55,6 °F) từ tháng 6 đến tháng 8. Tháng ấm nhất thường là tháng 7, với nhiệt độ trung bình là 17,6 °C (63,7 °F). Trong mùa hè, những ngày có mây hoặc trời quang đãng một phần khá phổ biến, và đây là mùa nắng nhất, dao động từ 255,6 giờ vào tháng 8 đến 312,1 giờ vào tháng 7 mặc dù lượng mưa cũng cao hơn trong những tháng này. Do vĩ độ cao của nó, vào ngày hạ chí, ánh sáng ban ngày kéo dài đến hơn 18 giờ 30 phút.
Mùa thu bắt đầu ôn hòa, với mức trung bình tháng 9 là 12,0 °C (53,6 °F) và ngày càng trở nên mát mẻ và nhiều mây hơn vào cuối tháng 11. Vào đầu mùa thu, nhiệt độ thường đạt 16,1 °C (61,0 °F) và ít nhất một ngày trên 21 °C (70 °F) vào tháng 9. Vào những tháng cuối thu, nhiệt độ đóng băng trở nên phổ biến và có thể xảy ra tuyết rơi.
Tallinn nhận được lượng mưa hàng năm khoảng 700 milimét (28 in) được phân bổ đều trong các tháng mặc dù tháng đến tháng 5 là những tháng khô nhất, trung bình chỉ khoảng 35 đến 37 milimét (1,4 đến 1,5 in), trong khi tháng 7 và tháng 8 là những tháng ẩm ướt nhất với lượng mưa từ 82 đến 85 milimét (3,2 đến 3,3 in). Độ ẩm trung bình là 81%, từ mức cao 89% đến thấp nhất là 69% vào tháng 5. Tallinn có tốc độ gió trung bình là 3,3 mét trên giây (11 ft/s), với mùa đông là gió mạnh nhất với 3,7 mét trên giây (12 ft/s) trong tháng 1, và mùa hè ít gió nhất vào khoảng 2,7 m/s (8,9 ft/s). Mức nhiệt độ thấp nhất từng được ghi nhận tại thành phố là −31,4 °C (−24,5 °F) vào tháng 1 năm 1987, trong khi tháng 7 năm 1997 cũng ghi nhận nhiệt độ nắng nóng lên đến 34,3 °C (93,7 °F).
Theo một nghiên cứu năm 2021 được ủy quyền bởi trang web so sánh giá Uswitch.com của Anh, Tallinn là thủ đô có điều kiện thời tiết khó dự đoán nhất trong các thủ đô châu Âu, với tổng số điểm là 69/100. Điểm cao chủ yếu là do số ngày mưa trong thành phố cao và thời gian nắng thay đổi. Riga và Helsinki chiếm vị trí thứ 2 và 3.
| Dữ liệu khí hậu của Dữ liệu khí hậu cho Tallinn, Estonia (chuẩn 1991–2020 và các cực trị từ năm 1805 – nay) | Dữ liệu khí hậu của Dữ liệu khí hậu cho Tallinn, Estonia (chuẩn 1991–2020 và các cực trị từ năm 1805 – nay) | Dữ liệu khí hậu của Dữ liệu khí hậu cho Tallinn, Estonia (chuẩn 1991–2020 và các cực trị từ năm 1805 – nay) | Dữ liệu khí hậu của Dữ liệu khí hậu cho Tallinn, Estonia (chuẩn 1991–2020 và các cực trị từ năm 1805 – nay) | Dữ liệu khí hậu của Dữ liệu khí hậu cho Tallinn, Estonia (chuẩn 1991–2020 và các cực trị từ năm 1805 – nay) | Dữ liệu khí hậu của Dữ liệu khí hậu cho Tallinn, Estonia (chuẩn 1991–2020 và các cực trị từ năm 1805 – nay) | Dữ liệu khí hậu của Dữ liệu khí hậu cho Tallinn, Estonia (chuẩn 1991–2020 và các cực trị từ năm 1805 – nay) | Dữ liệu khí hậu của Dữ liệu khí hậu cho Tallinn, Estonia (chuẩn 1991–2020 và các cực trị từ năm 1805 – nay) | Dữ liệu khí hậu của Dữ liệu khí hậu cho Tallinn, Estonia (chuẩn 1991–2020 và các cực trị từ năm 1805 – nay) | Dữ liệu khí hậu của Dữ liệu khí hậu cho Tallinn, Estonia (chuẩn 1991–2020 và các cực trị từ năm 1805 – nay) | Dữ liệu khí hậu của Dữ liệu khí hậu cho Tallinn, Estonia (chuẩn 1991–2020 và các cực trị từ năm 1805 – nay) | Dữ liệu khí hậu của Dữ liệu khí hậu cho Tallinn, Estonia (chuẩn 1991–2020 và các cực trị từ năm 1805 – nay) | Dữ liệu khí hậu của Dữ liệu khí hậu cho Tallinn, Estonia (chuẩn 1991–2020 và các cực trị từ năm 1805 – nay) | Dữ liệu khí hậu của Dữ liệu khí hậu cho Tallinn, Estonia (chuẩn 1991–2020 và các cực trị từ năm 1805 – nay) |
| Tháng | 1 | 2 | 3 | 4 | 5 | 6 | 7 | 8 | 9 | 10 | 11 | 12 | Năm |
| --- | --- | --- | --- | --- | --- | --- | --- | --- | --- | --- | --- | --- | --- |
| Cao kỉ lục °C (°F)                                                                                          | 9.2 (48.6)                                                                                                  | 10.2 (50.4)                                                                                                 | 15.9 (60.6)                                                                                                 | 27.2 (81.0)                                                                                                 | 31.4 (88.5)                                                                                                 | 32.6 (90.7)                                                                                                 | 34.3 (93.7)                                                                                                 | 34.2 (93.6)                                                                                                 | 28.0 (82.4)                                                                                                 | 21.8 (71.2)                                                                                                 | 13.7 (56.7)                                                                                                 | 11.6 (52.9)                                                                                                 | 34.3 (93.7)                                                                                                 |
| Trung bình ngày tối đa °C (°F)                                                                              | −0.7 (30.7)                                                                                                 | −1.0 (30.2)                                                                                                 | 2.8 (37.0)                                                                                                  | 9.5 (49.1)                                                                                                  | 15.4 (59.7)                                                                                                 | 19.2 (66.6)                                                                                                 | 22.2 (72.0)                                                                                                 | 21.0 (69.8)                                                                                                 | 16.1 (61.0)                                                                                                 | 9.5 (49.1)                                                                                                  | 4.1 (39.4)                                                                                                  | 1.2 (34.2)                                                                                                  | 9.9 (49.8)                                                                                                  |
| Trung bình ngày °C (°F)                                                                                     | −2.9 (26.8)                                                                                                 | −3.6 (25.5)                                                                                                 | −0.6 (30.9)                                                                                                 | 4.8 (40.6)                                                                                                  | 10.2 (50.4)                                                                                                 | 14.5 (58.1)                                                                                                 | 17.6 (63.7)                                                                                                 | 16.5 (61.7)                                                                                                 | 12.0 (53.6)                                                                                                 | 6.5 (43.7)                                                                                                  | 2.0 (35.6)                                                                                                  | −0.9 (30.4)                                                                                                 | 6.4 (43.5)                                                                                                  |
| Tối thiểu trung bình ngày °C (°F)                                                                           | −5.5 (22.1)                                                                                                 | −6.2 (20.8)                                                                                                 | −3.7 (25.3)                                                                                                 | 0.7 (33.3)                                                                                                  | 5.2 (41.4)                                                                                                  | 9.8 (49.6)                                                                                                  | 13.1 (55.6)                                                                                                 | 12.3 (54.1)                                                                                                 | 8.4 (47.1)                                                                                                  | 3.7 (38.7)                                                                                                  | −0.2 (31.6)                                                                                                 | −3.1 (26.4)                                                                                                 | 2.9 (37.2)                                                                                                  |
| Thấp kỉ lục °C (°F)                                                                                         | −31.4 (−24.5)                                                                                               | −28.7 (−19.7)                                                                                               | −24.5 (−12.1)                                                                                               | −12.0 (10.4)                                                                                                | −5.0 (23.0)                                                                                                 | 0.0 (32.0)                                                                                                  | 4.0 (39.2)                                                                                                  | 2.4 (36.3)                                                                                                  | −4.1 (24.6)                                                                                                 | −10.5 (13.1)                                                                                                | −18.8 (−1.8)                                                                                                | −24.3 (−11.7)                                                                                               | −31.4 (−24.5)                                                                                               |
| Lượng Giáng thủy trung bình mm (inches)                                                                     | 56 (2.2) | 40 (1.6) | 37 (1.5) | 35 (1.4) | 37 (1.5) | 68 (2.7) | 82 (3.2) | 85 (3.3) | 58 (2.3) | 78 (3.1) | 66 (2.6) | 59 (2.3) | 700 (27.6)                                                                                                  |
| Số ngày mưa trung bình                                                                                      | 10 | 8 | 9 | 12 | 11 | 13 | 13 | 14 | 17 | 18 | 16 | 12 | 153 |
| Số ngày tuyết rơi trung bình                                                                                | 19 | 18 | 13 | 5 | 0.4 | 0 | 0 | 0 | 0 | 2 | 11 | 18 | 87 |
| Độ ẩm tương đối trung bình (%)                                                                              | 89 | 86 | 80 | 72 | 69 | 74 | 76 | 79 | 82 | 85 | 89 | 89 | 81 |
| Số giờ nắng trung bình tháng                                                                                | 29.7 | 58.8 | 148.4 | 217.3 | 306.0 | 294.3 | 312.1 | 255.6 | 162.3 | 88.3 | 29.1 | 20.7 | 1.922,7 |
| Chỉ số tia cực tím trung bình                                                                               | 0 | 1 | 1 | 3 | 4 | 5 | 5 | 4 | 3 | 1 | 0 | 0 | 2 |
| Nguồn 1: Cục Khí tượng Estonia                                                                              | | | | | | | | | | | | | |
| Nguồn 2: Pogoda.ru.net (rainy and snowy days) and Weather Atlas                                             | | | | | | | | | | | | | |

## Phân chia hành chính

Bản đồ của các quận tại Tallinn.

Vì mục đích quản lý hành chính, Tallinn được chia thành 8 quận hành chính. Chính quyền quận là các tổ chức được thành phố thành lập, trên ranh giới quản lý của mỗi quận, các chức năng và nhiệm vụ được giao cho chính quyền quận theo luật và quy chế của chính quyền thành phố Tallinn.
Đứng đầu mỗi quận là một trưởng quận được chính quyền thành phố bổ nhiệm theo sự đề cử của thị trưởng và sau khi nghe ý kiến của hội đồng hành chính thành phố. Chức năng của hội đồng hành chính là đề xuất với chính quyền thành phố và các ủy ban của hội đồng thành phố về cách thức quản lý các quận.
Các quận thành phố được chia thành các phó quận và vùng lân cận. Có tổng cộng 84 phó quận ở Tallinn.
| Quận              | Hiệu kỳ | Ấn chương | Dân số (Tháng 11 năm 2017) | Diện tích                      | Mật độ dân số                |
| ----------------- | ------- | --------- | -------------------------- | ------------------------------ | ---------------------------- |
| Haabersti         |         |           | 45.339                     | 22,26 km2 (8,6 dặm vuông Anh)  | 2.036,8/km2 (5.275,3/sq mi)  |
| Kesklinn (centre) |         |           | 63.406                     | 30,56 km2 (11,8 dặm vuông Anh) | 2.074,8/km2 (5.373,7/sq mi)  |
| Kristiine         |         |           | 33.202                     | 7,84 km2 (3,0 dặm vuông Anh)   | 4.234,9/km2 (10.968,5/sq mi) |
| Lasnamäe          |         |           | 119.542                    | 27,47 km2 (10,6 dặm vuông Anh) | 4.351,7/km2 (11.270,9/sq mi) |
| Mustamäe          |         |           | 68.211                     | 8,09 km2 (3,1 dặm vuông Anh)   | 8.431,5/km2 (21.837,5/sq mi) |
| Nõmme             |         |           | 39.540                     | 29,17 km2 (11,3 dặm vuông Anh) | 1.355,5/km2 (3.510,7/sq mi)  |
| Pirita            |         |           | 18.606                     | 18,73 km2 (7,2 dặm vuông Anh)  | 993,4/km2 (2.572,8/sq mi)    |
| Põhja-Tallinn     |         |           | 60.203                     | 15,9 km2 (6,1 dặm vuông Anh)   | 3.786,4/km2 (9.806,6/sq mi)  |

## Kinh tế
Ngoài chức năng lâu năm như cảng biển và thành phố thủ đô, Tallinn đã trải qua quá trình phát triển của lĩnh vực công nghệ thông tin; trong ấn bản ngày 13 tháng 12 năm 2005, The New York Times đã mô tả Estonia là "một loại thung lũng Silicon bên biển Baltic".Một trong những thành phố kết nghĩa của Tallinn là thành phố thung lũng Silicon Los Gatos, California. Skype là một trong những sản phẩm start-up Estonia tốt nhất được biết đến nhiều có nguồn gốc từ Tallinn. Nhiều start-up bắt đầu từ Viên Cybernetics thời Liên Xô. Các thành phần kinh tế của Tallinn cũng bao công nghiệp nhẹ, dệt may, công nghiệp thực phẩm, cũng như dịch vụ và khu vực chính phủ. Có một đôi nhỏ tàu đánh cá đại dương hoạt động bên ngoài Tallinn. Cảng Tallinn là một trong những cảng lớn nhất ở khu vực biển Baltic.
Hiện nay, hơn một nửa GDP của Estonia được tạo ra ở Tallinn. Năm 2008, GDP đầu người của Tallinn đứng ở mức 172% mức trung bình của Estonia. GDP của Tallinn nằm ở mức 115% GDP trung bình của Liên minh châu Âu, còn GDP trung bình của Estonia ở mức 74% mức trung bình của Liên minh châu Âu.